# Карналиевка
Карналиевка (укр. Карналіївка) — село, относится к Белгород-Днестровскому району Одесской области Украины. Административный центр Карналиевского сельского совета и единственный населённый пункт в его составе.
Население по переписи 2001 года составляло 811 человек. Почтовый индекс — 67721. Телефонный код — 4849. Занимает площадь 4,68 км².

## Местный совет
67740, Одесская обл., Белгород-Днестровский р-н, с. Карналиевка, ул. Гастелло, 15